# Iglesia de Nuestra Señora de la Asunción (Arroyo de la Luz)
La Iglesia parroquial de Nuestra Señora de la Asunción en Arroyo de la Luz (provincia de Cáceres, España) es famosa por su retablo de Luis de Morales y está situada en la Plaza de la Constitución, centro neurálgico del pueblo rodeada por un amplio atrio. 
Fue construida aproximadamente entre el último cuarto del siglo XV y el primero del siglo XVI. Está declarada bien de interés cultural con una posible construcción de sillería granítica. Alberga en su interior varias obras pictóricas y escultóricas. 
El arquitecto fue Miguel de Villarroel y el constructor Rodrigo Alonso. En su interior tiene 15 metros de luz y 25 metros de larga, el templo consta de una sola nave, amplia y espaciosa. Se compone de tres tramos separados por arcos de medio punto. El sagrario en piedra es del siglo XV y las puertas son de plata. Hay tres puertas: la principal está al Este, la puerta del Norte (lado del Evangelio), y la puerta del Sol. Las torres de la iglesia. Torre de las Campanas (siglo XVI) y Torre del Reloj (siglo XV).

## Retablo de Luis de Morales
Luis de Morales nace en Badajoz en 1515. Conocedor de Italia, tiene conexión con las escuelas andaluza y toledana. Su estilo es muy personal; funde su sentido flamenco del pormenor y el detalle con un gusto por el «esfumato leonardesco» (pintura de contornos bajos y difuminados). Va a utilizar un leve alargamiento en las figuras, la línea serpentinata, etc. Otra de sus características es la sensibilidad piadosa y ascética, crea figuras femeninas pálidas como la cera, con sus rostros ovales, párpados caídos, hermosas cabelleras con rizos sutiles y velos transparentes (ojos entornados, labios finos y manos afiladas). No hay sonrisas ni lágrimas en Morales, sólo serenidad y dolor seco. En él, el rostro de Jesús es doliente. El retablo está realizado en la época más fecunda. Lo componen 20 cuadros realizados en tablas y es la mayor colección del pintor conservada en el mismo lugar para el que lo creara, inició su trabajo de pintura en 1560 y lo concluye en 1563 inaugurándose el retablo el día 29 de mayo de este año. Durante estos tres años vive con su mujer y sus hijos en Arroyo, donde le pagan el alquiler de la casa y tiene su taller en la ermita de San Blas.